# Телве
Тѐлве (на италиански: Telve) е село и община в Северна Италия, автономна провинция Тренто, автономен регион Трентино-Южен Тирол. Разположено е на 548 m надморска височина. Населението на общината е 1938 души (към 2018 г.).